# Can Ginetó (Viladrau)
Can Ginetó és una masia de Viladrau (Osona) inclosa a l'Inventari del Patrimoni Arquitectònic de Catalunya.

## Descripció
Masia de planta rectangular (14x5) coberta a dues vessants amb el carener perpendicular a la façana situada a migdia. Consta de planta, primer pis i golfes. La façana principal presenta a la planta una finestra i tres portals rectangulars: el de més a l'esquerra emmarcat amb granit gris i una llinda datada (1780), actualment cos de corts; el portal central emmarcat amb granit i totxo és actualment l'entrada principal, i el de la dreta emmarcat amb totxo i llinda de fusta; el primer pis presenta quatre finestres asimètriques i diferents, amb ampit motllurat; les golfes presenten dues finestres emmarcades amb granit. La façana E és cega. La façana N presenta cinc petites finestres distribuïdes irregularment per la façana. La façana O presenta una petita finestra a la planta, i una altra més gran al primer pis. Al sector E, a pocs metres de la casa, podem observar un pou fet amb pedra basta, gres i cobert amb teula adossat al marge, i que pertany a Can Ginetó i Cal Escloper.

## Història
Masia del segle xviii pertanyent al barri de les Paitides, on des del 1681 consta l'existència de cases de pagesos i entre elles algun menestral o paraire en aquest sector de la població, vers el mas Martí. Aquest any apareix esmentat com lloc de "les partidas"; "partida" voldria dir en aquest cas, peces de terra o feixes, que se separarien de la propietat del Martí i algunes potser del Pujolar. La creació d'aquest barri té a veure amb el fort creixement que va experimentar la població al llarg del segle xvii. Els actuals propietaris no mantenen la cognominació d'origen.